# Protestantisme en Wallonie
 (août 2017).
Si vous disposez d'ouvrages ou d'articles de référence ou si vous connaissez des sites web de qualité traitant du thème abordé ici, merci de compléter l'article en donnant les références utiles à sa vérifiabilité et en les liant à la section « Notes et références ».

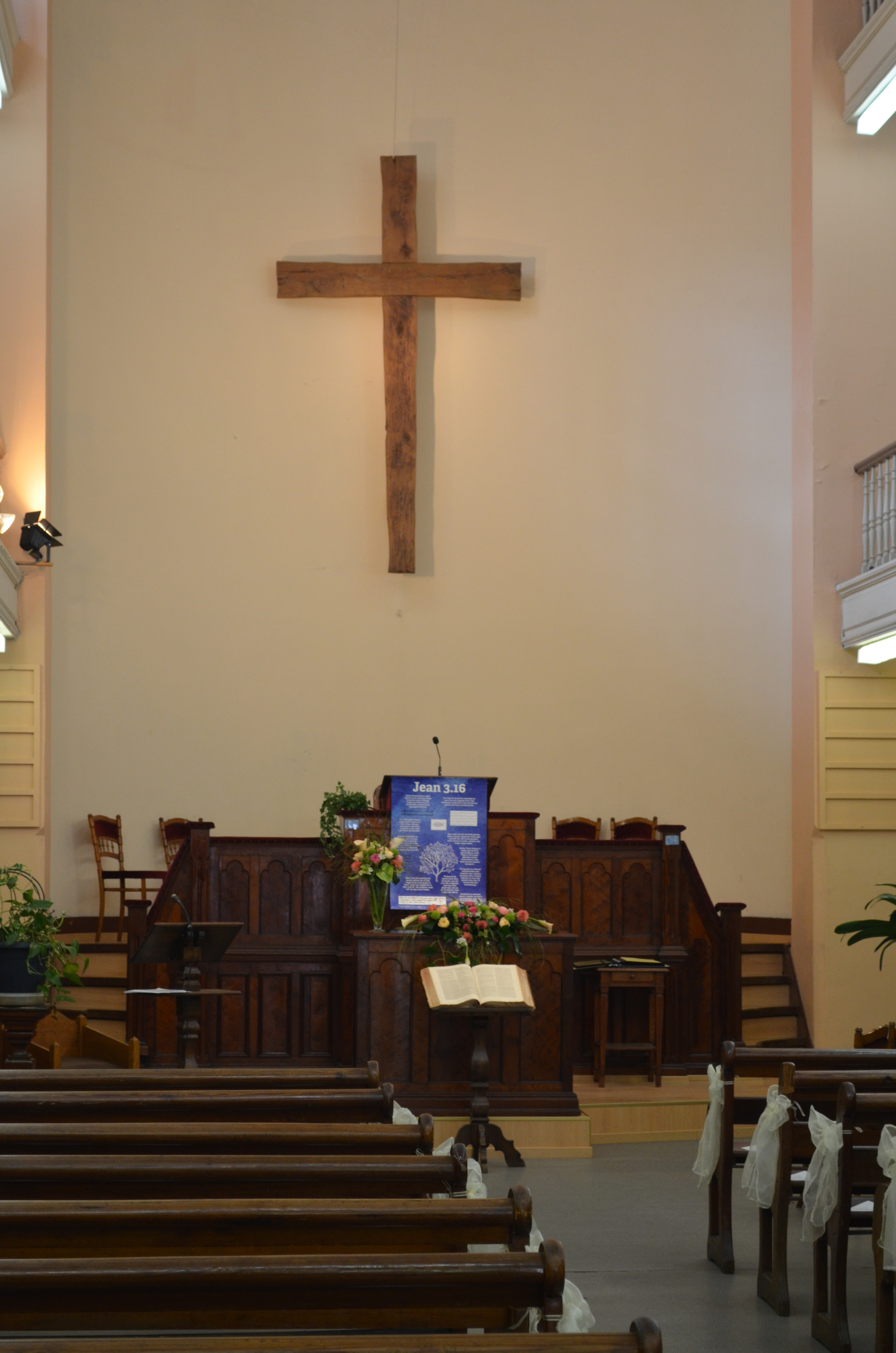
Église protestante de Charleroi

Le protestantisme est présent en Wallonie depuis la Réforme du XVIe siècle. Le Baromètre du religieux 2008 indique que les protestants représentent 2,7 % de la population en Fédération Wallonie-Bruxelles, ce qui correspond à 5,8 % des chrétiens. Le protestantisme arrive en 3e position des religions pratiquées. Ses adhérents sont principalement présents dans les provinces de Hainaut et de Liège.

## Histoire

### La Réformation en terre wallonne

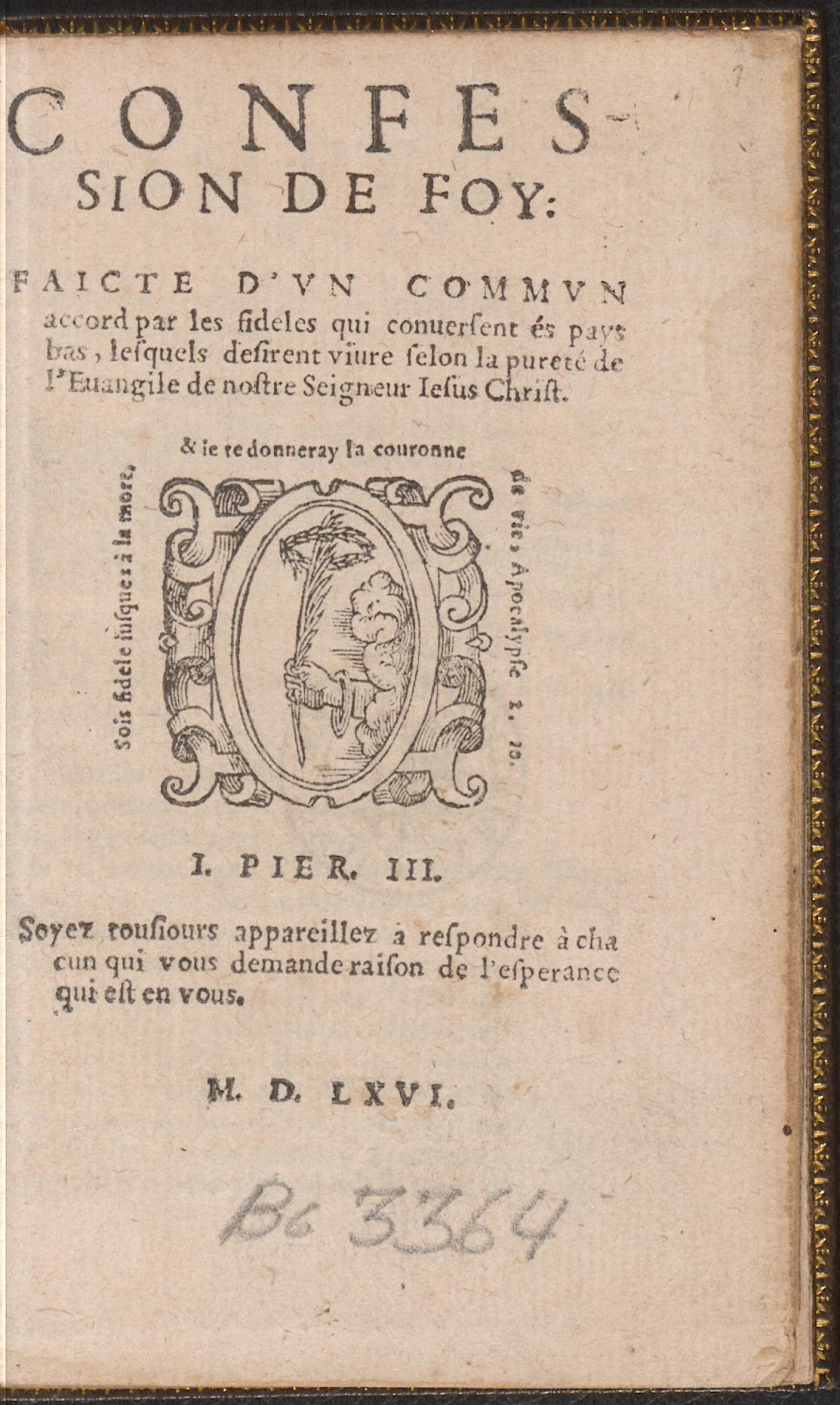
Confessio Belgica de 1566

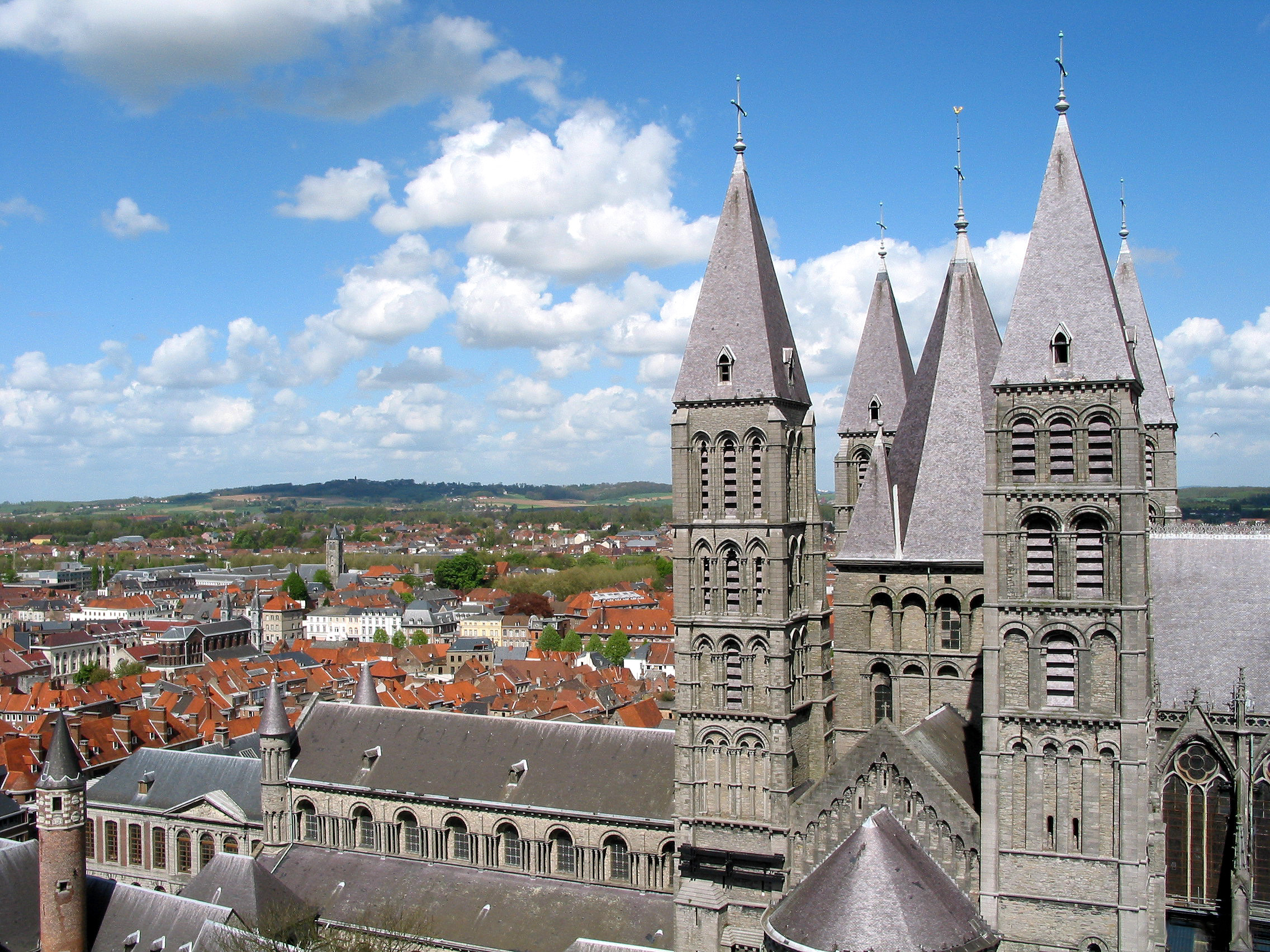
La ville de Tournai, surnommée la « Genève du Nord » est, au XVIe siècle, majoritairement composée de protestants. Foyer de résistance à la politique autoritaire des Habsbourg, elle ratifie l'Union d'Utrecht. La ville sera reconquise par les espagnols en 1581, après une résistance héroïque de ses habitants sous la direction de Christine de Lalaing.

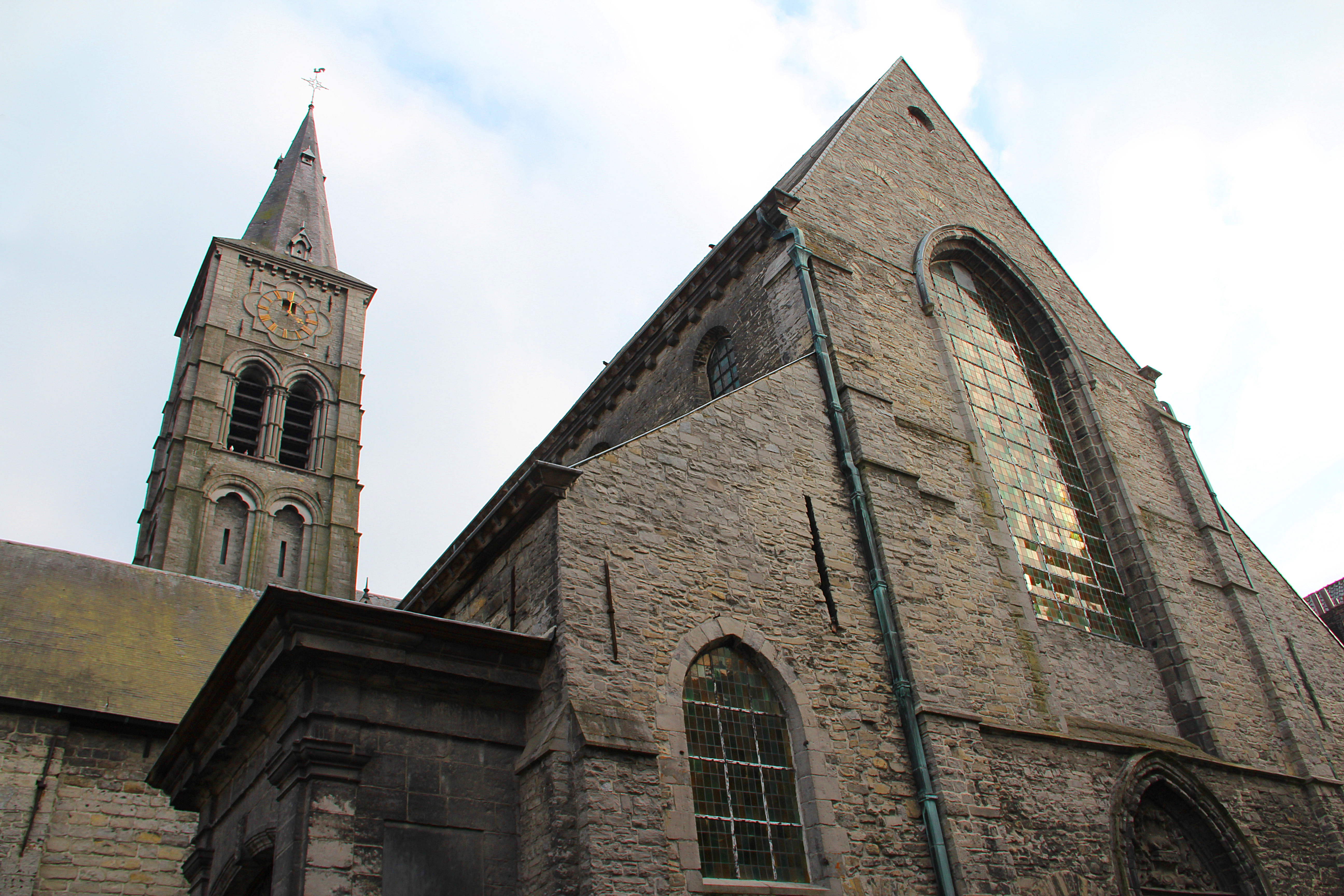
Vers 1520, l'église Saint-Piat de Tournai, dont le jeune curé Jean Fourment avait adopté des idées évangéliques, est un des premiers lieux de diffusion de la Réforme.

Les débuts du protestantisme sont généralement datés du 31 octobre 1517, lorsque le moine augustin allemand et docteur en théologie Martin Luther publie les 95 Thèses dénonçant les travers de l’Église catholique romaine comme la vente des indulgences, et affirme que la Bible doit être la seule autorité sur laquelle repose la foi. Le Luthéranisme se répand dans toute l'Europe et jusque dans les provinces wallonnes le long des voies de communication commerciales du Nord. Au XVIe siècle, les protestants sont principalement présents à Tournai et sa région, à Mons, dans le Borinage, Liège, Limbourg et le Pays de Herve dans le duché de Limbourg, Verviers, le Pays d'Outremeuse et le Marquisat de Franchimont. En 1544, le réformateur français Pierre Brully prend la tête de la communauté de Tournai et introduit le courant réformé dans les Pays-Bas. 
La 'Confession de foy' des Églises wallonnes est rédigée en 1561 par le réformateur montois Guy de Brès et le premier synode évangélique wallon a lieu en avril 1563 à Theux dans la région de Spa. La ville de Tournai, où les protestants sont majoritaires dès la deuxième moitié du XVIe siècle, est surnommée la « Genève du Nord » et rayonne à Mons, Anvers, en Picardie et jusqu'en Normandie. La ville est considérée comme la métropole réformée pour les provinces wallonnes. La ville de Limbourg, centre protestant à l'est du pays wallon, rayonne jusque Liège et devient une petite république réformée entre août 1566 et mars 1567.

### Les Églises clandestines et l'exil

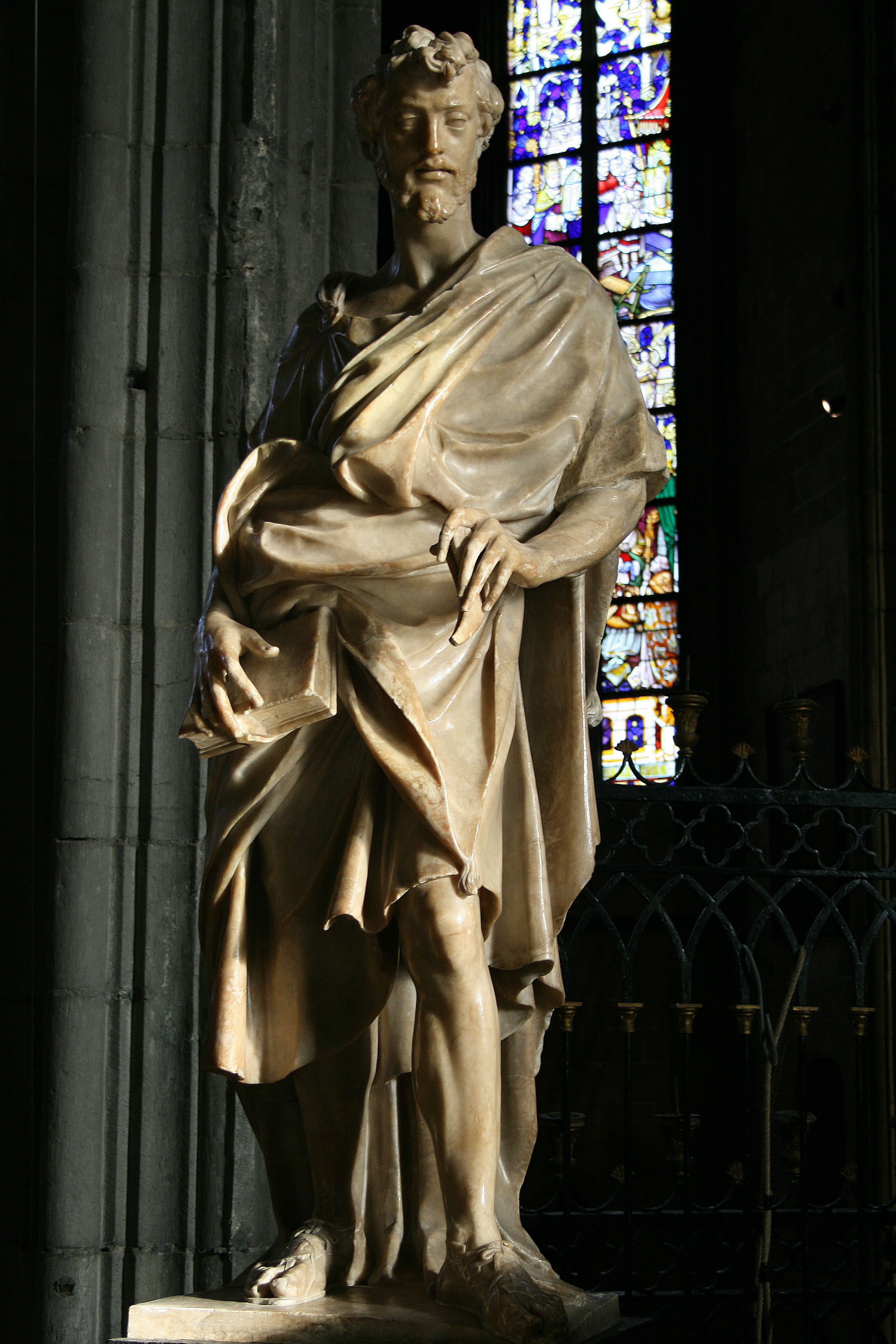
Pour échapper aux poursuites, le sculpteur Jacques Du Broeucq doit abjurer le protestantisme et réaliser une statue de Saint Barthélémy, pour la Collégiale Sainte-Waudru de Mons.

Les violentes persécutions des autorités espagnoles ont entrainé l'exode de milliers de wallons, principalement vers les principautés allemandes, l'Angleterre, le nord des Pays-Bas et la Suède, mais aussi vers le nouveau monde et l'Afrique du Sud. Ces réfugiés vont fonder des communautés, contribuer à l'essor économique des pays d'accueil et diffuser des idées réformées orthodoxes en Europe. D'importantes colonies wallonnes sont créées à Canterbury, Francfort, Hanau et Lambrecht. D'autres réfugiés wallons vont fonder l'industrie sidérurgique en Suède sous la conduite de Louis de Geer.
Aux XVIIe et XVIIIe siècles, le protestantisme est interdit dans les provinces wallonnes mais des églises clandestines "sous la croix" se maintiennent, notamment à Rongy. Une petite enclave protestante subsiste en Outremeuse des États, c'est-à-dire à  Olne et Dalhem, dans la partie du duché de Limbourg restée sous le contrôle des Provinces-Unies. Dans cette région, on applique le principe du simultaneum qui permet le partage d'une église entre les communautés catholique et protestante. À partir de 1715, des églises dite de la barrière sont établies dans certaines villes, comme Tournai, Namur et Charleroi. La liberté de conscience n'est accordée qu'en 1781 par un édit de tolérance de Joseph II.

### Reconnaissance et renouveau
Les XIXe et XXe siècles ont marqué le retour des protestants, à la suite des actions d'évangélisation des églises du Réveil dans le Borinage et dans les grandes villes industrielles du sud du pays, comme Charleroi, Clabecq, Verviers, Seraing ou Liège. Le Réveil se diffuse en terre wallonne, sous l’influence du pasteur Jean-Henri Merle d'Aubigné, ancien pasteur à Bruxelles et professeur à l’École de l’Oratoire de Genève. Le 16 novembre 1837, un agent de la Société Biblique Britannique W.P. Tiddy et des pasteurs belges, suisses et français, dont Jonathan de Vismes, pasteur de Dour, et François de Faye, pasteur de Tournai, fondent la Société Évangélique Belge (SEB), dont l'action missionnaire est centrée sur la Wallonie. Hostile à toute ingérence des autorités en matière de Foi, la SEB devient, en 1849, « l'Eglise Chrétienne Missionnaire Belge » (ECMB). Elle reconnaît la Confessio Belgica de 1561, œuvre du pasteur Guy de Brès, comme expression de sa croyance. Entre 1877 et 1912, l’ECMB passe de 7.000 à 11.000 membres, parmi lesquels 7.000 habitent les vastes régions industrielles wallonnes. Le Borinage abrite une importante communauté protestante depuis la Réforme. Les protestants y représentent environ 5 % de la population à la fin du XIXe siècle. Au même moment, de grands entrepreneurs protestants wallons, anglais ou allemands, comme John Cockerill, Johann Heinrich Peltzer, Georges Brugmann ou Jacques Engler, introduisent la révolution industrielle en Wallonie. 
Le XXe siècle voit le développement des communautés évangéliques et pentecôtistes, présentes depuis la fin du XIXe siècle. Dans un contexte marqué par l'industrialisation, les Églises vont développer une importante dimension sociale : fondation de la Croix-Bleue et de l'Etoile Bleue, mouvement abolitionniste, œuvre des diaconesses et des garde-malades, lutte contre la pauvreté. Les protestants vont encourager l'adoption des premières lois sociales et participer à l'émancipation de la classe ouvrière en encourageant l'alphabétisation et la lutte contre les assuétudes. Sur le plan culturel, les protestants contribuent au développement du chant choral. Le XXIe siècle est caractérisé par un grand dynamisme résultant de l’arrivée de chrétiens issus de l’immigration et par le développement de relations fraternelles avec les communautés catholiques. Parallèlement, les liens entre les membres de la famille protestante évangélique sont renforcés.

## Personnalités

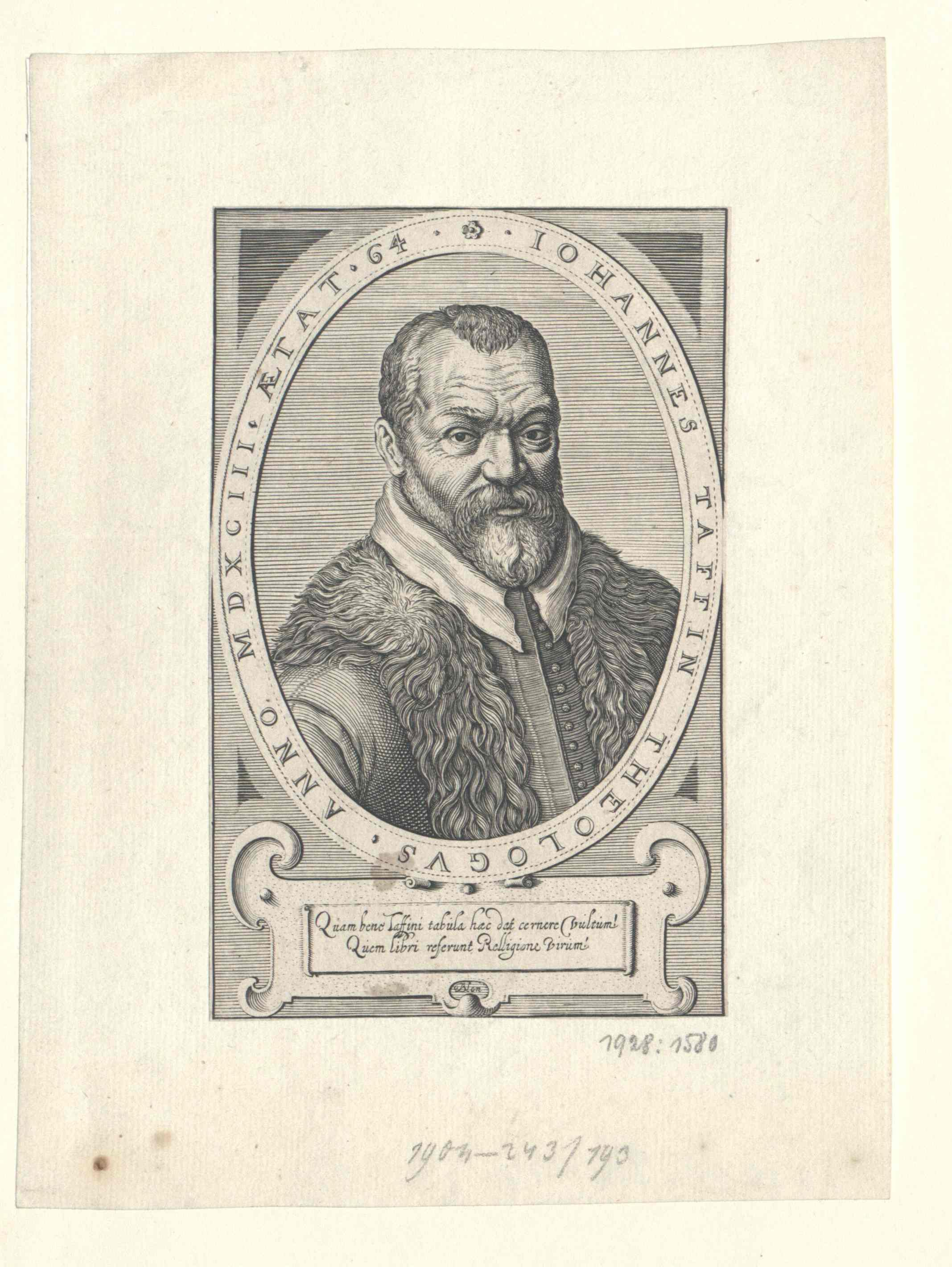
Le pasteur tournaisien Jean Taffin, est chapelain de Guillaume d'Orange

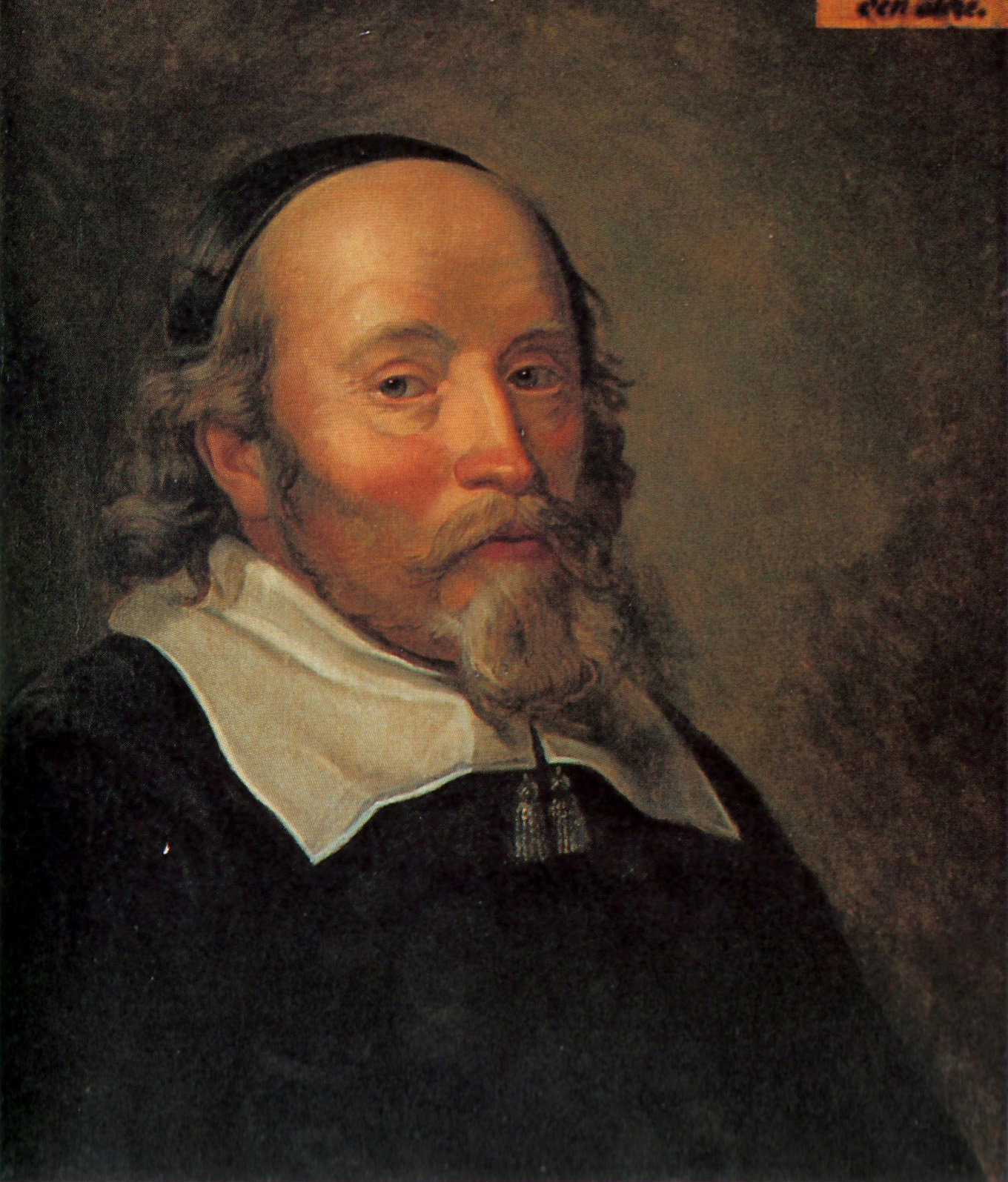
L'entrepreneur liégeois Louis De Geer (1587-1652) est considéré comme le père de l'industrie suédoise

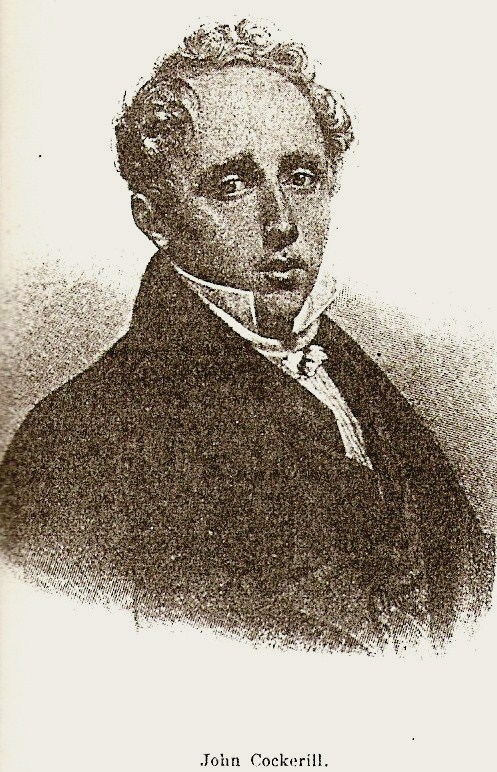
John Cockerill

- Walthère Frère-Orban : Premier ministre, fondateur de la Banque nationale de Belgique
- Jean Rey (homme politique) : Président de la Commission européenne
- Idelette de Bure : épouse du réformateur Jean Calvin
- Théodore de Bry : imprimeur, graveur et dessinateur
- Pierre Minuit : fondateur de New York
- Isaac Le Maire : fondateur de la Compagnie néerlandaise des Indes orientales
- Isabelle Blume : deuxième femme parlementaire belge
- Marie de la Queillerie : première francophone en Afrique du Sud

### Théologiens
- Jean Taffin : chapelain du Prince d'Orange
- Guy de Brès : auteur de la Confessio Belgica
- Marie Dentière : première théologienne réformée
- Henry Chrouet : pasteur à Olne
- Fabrice de Bassecourt : pasteur contre-remontrant

### Musiciens
- Nathalie Sorce : Artiste interprète de gospel
- Les frères Mas : Artistes interprètes de musiques du monde
- Matthaeus Le Maistre : Maître de la Chapelle musicale de Dresde
- Samuel Mareschal : Compositeur et organiste
- Gregorius Trehou : Maître de la Chapelle musicale du Danemark

### Peintres
- Daniel Soreau
- Pierre Binoit
- Marcel Gillis

### Industriels
- John Cockerill : Industriel, fondateur de l'industrie sidérurgique wallonne
- Louis De Geer (1587-1652) : père de l'industrie suédoise

### Monde académique
- Émile de Laveleye : professeur d'économie à l'université de Liège
- Henri Pirenne : professeur à l'université de Gand, historien
- Ernest Mahaim : directeur de l'Institut de sociologie Solvay, fondateur du Bureau international du Travail